# Lithobates neovolcanicus
Lithobates neovolcanicus är en groddjursart som först beskrevs av Hillis och Frost 1985.  Lithobates neovolcanicus ingår i släktet Lithobates och familjen egentliga grodor. IUCN kategoriserar arten globalt som nära hotad. Inga underarter finns listade i Catalogue of Life.